# Tepa jugosa
Tepa jugosa är en insektsart som först beskrevs av Van Duzee 1923.  Tepa jugosa ingår i släktet Tepa och familjen bärfisar. Inga underarter finns listade i Catalogue of Life.